# Frederik Holst (läkare)

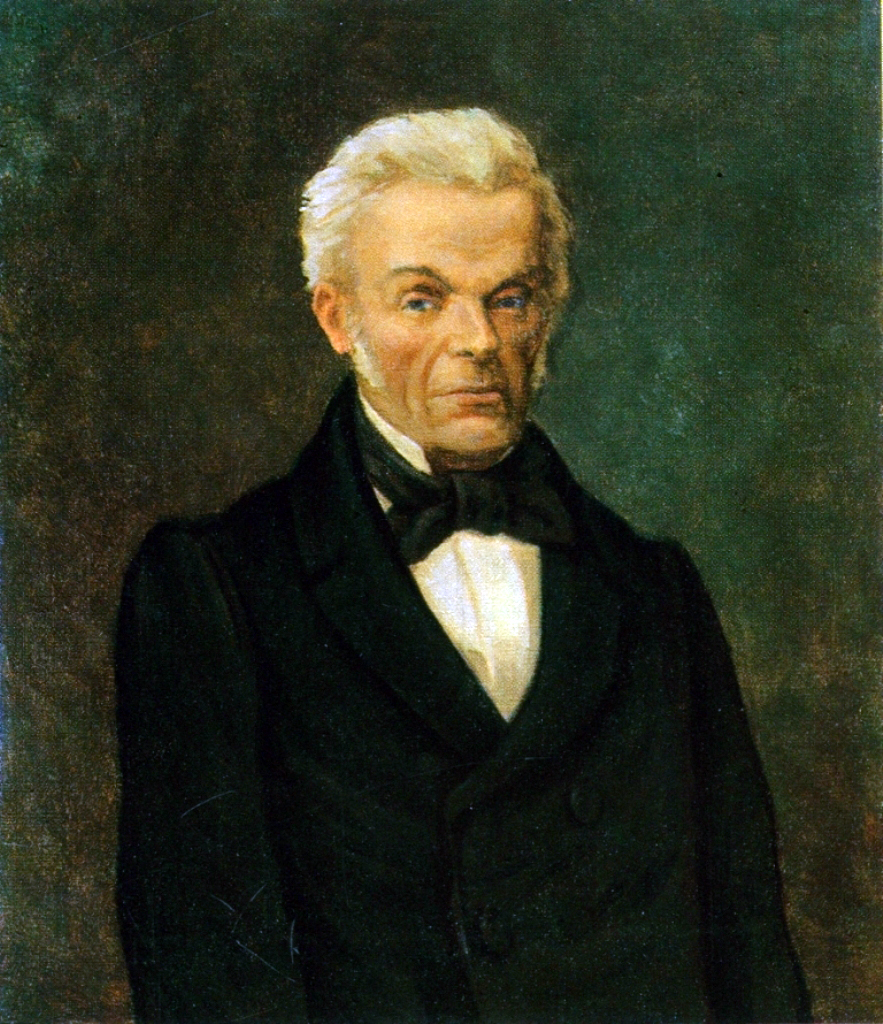
Frederik Holst

Frederik Holst, född 14 augusti 1791 i Holmestrand, död 4 juni 1871 i Kristiania, var en norsk läkare. Han var farfar till Axel och Clara Holst.
Holst blev student i Köpenhamn 1810, vann 1814 Köpenhamns universitets medalj för besvarandet av en prisfråga och tog 1815 medicinsk examen. Han återvände därefter till Norge samt blev 1816 medicine licentiat och 1817 medicine doktor. År 1818 utnämndes han till stadsfysikus i Kristiania, och 1823 blev han tillförordnad samt var 1824–65 ordinarie professor i kirurgi vid Kristiania universitet.
Holsts verksamhet fick stor betydelse för hälsovårdens utveckling i Norge, i synnerhet genom att han var pådrivande för reformer inom fängelseväsendet och sinnessjukvården. Åren 1826–37 utgav han den medicinska tidskriften "Eyr" (elva band), och han deltog i grundläggandet av "Norsk magazin for lægevidenskaben". Holst invaldes 1831 som ledamot nummer 432 av Kungliga Vetenskapsakademien.